# Ratzo Harris
Ratzo B. Harris, geboren als Harold Branson (Indianapolis, 25 juli 1955), is een Amerikaanse jazzmuzikant (contrabas, e-bas, gitaar, cello, trompet) en muziekjournalist.

## Biografie
Harris, die grotendeels in San Francisco opgroeide, leerde de basisprincipes van het maken van muziek van zijn ouders. Hij speelde aanvankelijk trompet als autodidact, voordat hij op 10-jarige leeftijd gitaarles kreeg van Jerry Hahn. Leroy Vinnegar, een vriend van zijn vader, raadde hem aan bas te spelen. Op de middelbare school ging hij naar het schoolorkest om de contrabas te leren. Op 13-jarige leeftijd werd hij toegelaten tot het San Francisco Conservatory Orchestra. Hij speelde ook jazz met Alex Foster. In een zomerkamp aan de University of the Pacific maakte hij deel uit van de bigband en ontmoette hij Tom Rainey. Toen stopte hij met de middelbare school en ging hij in 1974 op tournee met John Handy, hij speelde ook kort met Bobby Hutcherson. Veel later ging hij terug naar school en behaalde uiteindelijk in 2009 een masterdiploma in jazzgeschiedenis aan de Rutgers University.
Tot 1976 behoorde hij tot de bands van Denny Zeitlin, Jon Hendricks en Cal Tjader. Tussen 1975 en 1980 trad hij op met Tom Rainey in het kwartet van Mike Nock. Jim Pepper, met wie hij ook samenwoonde, werd zijn mentor. Hij toerde vervolgens door Europa met Joe Henderson, voordat hij in 1977 naar New York verhuisde, waar hij Anne Marie Moss, Armen Donelian en Roseanna Vitro begeleidde.
Samen met Rainey behoorde hij daar vijftien jaar tot het trio van Kenny Werner, met wie hij verschillende albums uitbracht, en tot de bands van Jane Ira Bloom (1979-87) en Herb Robertson. Tussen 1981 en 1995 maakte hij ook deel uit van de band van Joe Lovano. Als kortstondig lid van Double Image haalde Manfred Eicher hem voor het album Galery met Paul McCandless, Dave Samuels en David Darling. Gedurende 30 jaar maakte hij deel uit van de band van Mose Allison, met wie hij verschillende albums opnam. Met Bruce Arnold, Thomas Buckner en Tom Hamilton vormde hij de experimentele band Act of Finding (gelijknamig album in 1991). Van 1991 tot 1996 dirigeerde hij het basensemble D'Base n'Music. Hij werkte ook samen met Fay Victor, Kaylé Brecher en David Lopato. Als metgezel van Tim Buckley is hij te zien in de documentaire Greetings from Tim Buckley (2012). Hij is ook te horen op albums van Denny Zeitlin, Marty Cook, Michael Brecker, Janet Lawson, Connie Crothers, Elliott Sharp, Howard Tate, Bruce Arnold, het Brooklyn Repertory Ensemble, Judi Silvano, Jay Rodriguez en David Schnitter.